# Оттомар Гансен
Карл Оттомар Гансен (нім. Karl Ottomar Hansen; 1 вересня 1904, Майнінген — 9 березня 1993, Бергіш-Гладбах) — німецький штабний офіцер і воєначальник, генерал-майор вермахту і бундесверу. Кавалер Німецького хреста в золоті.

## Біографія
Син генерал-лейтенанта Карла Гансена, кавалера ордена Pour le Mérite, і його дружини Елізабет, уродженої Брюкнер. По матері — троюрідний племінник Дітріха Бонхеффера.
15 жовтня 1925 року вступив в рейхсвер, служив в піхоті. З 3 квітня 1939 року — ад'ютант начальника ОКВ генерал-полковника Вільгельма Кейтеля. 7 травня 1940 року відправлений в резерв ОКГ. З 25 травня 1940 року — командир 7-го моторизованого кулеметного батальйону, з 16 серпня 1940 року — 64-го мотоциклетного батальйону. З 4 січня 1941 року — начальник групи, з 1 червня 1942 року — 1-го відділу Кадрового управління сухопутних військ, одночасно 1-20 лютого 1943 року пройшов курс командира полку. З 24 березня 1943 року — командир 103-го танково-гренадерського полку 14-ї танкової дивізії. 20 січня 1944 року знову відправлений в резерв ОКГ. З 20 лютого 1944 року — ад'ютант головнокомандувача групи армій «Північ» (з 25 січня 1945 року — «Курляндія»). З 30 квітня 1945 року — командир 121-ї піхотної дивізії. 8 травня 1945 року взятий в полон радянськими військами. 11 жовтня 1955 року звільнений.
23 листопада 1956 року вступив в бундесвер і очолив 2-ге училище офіцерів сухопутних військ в Гузумі. 1 листопада 1957 року призначений заступником начальника кадрового відділу Федерального міністерства оборони. З 16 вересня 1960 року — командир 2-ї танково-гренадерської дивізії в Марбурзі, з 1 жовтня 1961 року — 4-го військового округу в Майнці. 30 вересня 1964 року вийшов у відставку.

## Звання
- Фенріх (1928)
- Оберфенріх (1929)
- Лейтенант (1 лютого 1930)
- Оберлейтенант (1 червня 1933)
- Гауптман (1 січня 1937)
- Майор (1 січня 1941)
- Оберстлейтенант (1 листопада 1942)
- Оберст (1 січня 1944)
- Генерал-майор (8 травня 1945)
- Бригадний генерал (23 листопада 1956)
- Генерал-майор (28 вересня 1960)

## Нагороди
- Медаль «За вислугу років у Вермахті»
  - 4-го класу (4 роки; 2 жовтня 1936)
  - 3-го класу (12 років; 1937)
- Залізний хрест
  - 2-го класу (травень 1940)
  - 1-го класу (червень 1940)
- Нагрудний знак «За поранення» в чорному (1941)
- Німецький хрест в золоті (23 січня 1944)
- Нагрудний знак «За танкову атаку» в бронзі (22 лютого 1944)
- Нарукавна стрічка «Курляндія» (1945)
- Орден «За заслуги перед Федеративною Республікою Німеччина», командорський хрест (21 вересня 1964)